# Pablo Granoche
Pablo Mariano Granoche Louro est un footballeur uruguayen né le 5 septembre 1983 à Montevideo. Actuellement avec le Chievo Vérone, dans le Championnat d'Italie, il joue au poste d'attaquant.